# Ken Hirai
Ken Hirai (jap. 平井 堅, Hirai Ken; * 17. Januar 1972 in Higashiōsaka) ist ein japanischer R&B- und J-Pop-Sänger. Seit seinem Debüt 1992 arbeitete er nebenbei als Modell, Schauspieler und Songschreiber.
In seiner Karriere verkaufte er insgesamt 13 Millionen Tonträger. In den Oricon-Charts war Hitomi wo Tojite mit fast 900.000 Exemplaren die meistverkaufte Single des Jahres 2004 und 2006 erreichte auch sein Best-of Album mit 2 Millionen Verkäufen Platz 1 der Jahrescharts.

## Leben
Ken Hirai wuchs in Nabari auf.
Als Student nahm er an einem landesweiten Vorsingen von Sony Music Entertainment Japan teil und kam 1992 als Sieger hervor. Seine erste Single Precious Junk war der Titelsong des Filmdramas Ousama no Restaurant und erreichte Platz 50 der Charts. Nach seiner zweiten Single Kataho zutsu no earphone, die ebenfalls Titelsong einer Dramareihe wurde, kam im Juli 1995 sein Album un-balanced und gegen Ende des nächsten Jahres sein zweites Album Stare At heraus. Letzteres verblieb jedoch ohne Charteintritt.

### 1997 bis 2000
Nach seinen ersten Alben nahm Ken Hirai sich eine Auszeit um seinen Style zu ändern. Er veröffentlichte daher 1997 und 1998 nur jeweils eine Single und produzierte keine neuen Werke bis zu seinem dritten Studioalbum The Changing Same am 21. Juni 2000. Die erste Single aus diesem Album war Rakuen, mit der er zugleich einer der wichtigsten Sänger von Japan wurde. Es folgte ein Auftritt im Apollo Theater in New York und der Preis als Best New Japanese Act von MTV in Taiwan.

### 2001 bis 2003
Ken Hirais Single Kiss of Life erschien 2001 und wurde für die in Japan bekannten Love Revolution Drama Serien genutzt. Sein viertes Album Gaining Through Losing verkaufte sich in Asien über 1,5 Millionen Mal und wurde von einer großen Tour begleitet. Danach erschien sein erstes Remix-Album Kh remixed-up 1, das ihn erstmals auch in die Dance Charts brachte.
2002 wurde Ken Hirai zum Besten Männlichen Künstler bei den MTV Video Music Awards Japan gewählt und trat auch beim Konzert zur Fußball-Weltmeisterschaft in Japan auf. Er veröffentlichte ein Cover des bekannten japanischen Songs Ōkina Furudokei und erntete damit, entgegengesetzt der Meinung von Kritikern, einen großen Erfolg.
Ken Hirai trat 2003 als erster männlicher japanischer Künstler in New York bei MTV Unplugged auf und gab ein Interview für CNN The Music Room, das an 230 Millionen Zuschauern in 210 Ländern ausgestrahlt wurde. Sein fünftes Album Life is… erschien am 22. Januar 2003.
Am 10. Dezember 2003 veröffentlichte er sein Coveralbum Ken’s Bar, auf dem vorwiegend bekannte Jazz und Bluestitel von ihm gesungen werden.

### 2004 bis 2006
Im November 2004 erschien sein Album SentimentaLovers mit der Single Hitomi wo Tojite, die die meistverkaufte Single des Jahres in Japan wurde.
2005 erreichte er mit der Single Pop Star erstmals Erfolge in den USA und Kanada. Der Song wurde für das Nintendo DS Spiel Moero! Nekketsu Rhythm Damashii Osu! Tatakae! Ouendan 2 und für die Dramasendung Kiken na Aneki. Es ist Ken Hirais bekannteste und erfolgreichste Single außerhalb von Japan.

### 2007
2007 veröffentlichte Ken Hirai 2 Singles, die beide Platz 5 der Oricon-Charts erreichten. Am 12. September erschien dann die Single fake star. Sie verkaufte sich nur 30.000 mal und wurde damit zu seiner schlechtesten Single seit seinem Neuanfang im Jahre 2000.

## Diskografie

### Alben
| Jahr | Titel | Höchstplatzierung, Gesamtwochen, AuszeichnungChartsChartplatzierungen (Jahr, Titel, Platzierungen, Wochen, Auszeichnungen, Anmerkungen) | Anmerkungen                                                      |
| Jahr | Titel | JP | Anmerkungen                                                      |
| ---- | --- | --- | ---------------------------------------------------------------- |
| 1995 | Un-Balanced | JP57 (3 Wo.)JP | Erstveröffentlichung: 7. Juli 1995 Verkäufe JP: + 18.000         |
| 1996 | Stare At | — | Erstveröffentlichung: 1. Dezember 1996                           |
| 2000 | The Changing Same | JP1 Diamant · (18 Wo.)JP | Erstveröffentlichung: 21. Juni 2000 Verkäufe JP: + 1.265.296     |
| 2001 | Gaining Through Losing | JP2 ×3Dreifachplatin · (27 Wo.)JP | Erstveröffentlichung: 4. Juli 2001 Verkäufe JP: + 1.080.908      |
| 2001 | Kh Re-mixed Up 1 | JP6 Gold · (8 Wo.)JP | Erstveröffentlichung: 28. November 2001 Verkäufe JP: + 185.750   |
| 2003 | Life Is... | JP1 Diamant · (89 Wo.)JP | Erstveröffentlichung: 22. Januar 2003 Verkäufe JP: + 1.000.000   |
| 2003 | Ken’s Bar | JP2 ×2Doppelplatin · (63 Wo.)JP | Erstveröffentlichung: 10. Dezember 2003 Verkäufe JP: + 500.000   |
| 2004 | Sentimentalovers | JP1 Diamant · (52 Wo.)JP | Erstveröffentlichung: 24. November 2004 Verkäufe JP: + 1.660.885 |
| 2005 | Ken Hirai 10th Anniversary Complete Single Collection ’95-’05: Utabaka (Ken Hirai 10th Anniversary Complete Single Collection ’95-’05 歌バカ) | JP1 ×2Doppeldiamant · (89 Wo.)JP | Erstveröffentlichung: 23. November 2005 Verkäufe JP: + 2.106.729 |
| 2008 | Fakin’ Pop | JP2 ×2Doppelplatin · (19 Wo.)JP | Erstveröffentlichung: 12. März 2008 Verkäufe JP: + 500.000       |
| 2009 | Ken’s Bar II | JP2 Gold · (13 Wo.)JP | Erstveröffentlichung: 27. Mai 2009 Verkäufe JP: + 122.208        |
| 2010 | Ken Hirai 15th Anniversary C/W Collection ’95-’10: Ura Utabaka (Ken Hirai 15th Anniversary Complete Single Collection ’95-’10 裏 歌バカ)      | JP5 (10 Wo.)JP | Erstveröffentlichung: 10. November 2010 Verkäufe JP: + 44.103    |
| 2011 | Japanese Singer | JP3 Gold · (32 Wo.)JP | Erstveröffentlichung: 8. Juni 2011 Verkäufe JP: + 140.060        |
| 2014 | Ken’s Bar III | JP4 (16 Wo.)JP | Erstveröffentlichung: 28. Mai 2014 Verkäufe JP: + 58.000         |
| 2016 | The Still Life | JP4 (25 Wo.)JP | Erstveröffentlichung: 6. Juli 2016 Verkäufe JP: + 72.000         |
| 2017 | Ken Hirai Singles Best Collection Utabaka 2 (歌バカ 2) Song Fool 2                                                                            | JP2 Gold · (35 Wo.)JP | Erstveröffentlichung: 12. Juli 2017 Verkäufe JP: + 100.000       |
| 2021 | Anata ni Naritakatta (あなたになりたかった) I Wish I Were You                                                                                 | JP2 (13 Wo.)JP | Erstveröffentlichung: 12. Mai 2021 Verkäufe JP: + 25.521         |

### Singles
| Jahr | Titel Album | Höchstplatzierung, Gesamtwochen, AuszeichnungChartsChartplatzierungen (Jahr, Titel, Album, Platzierungen, Wochen, Auszeichnungen, Anmerkungen) | Anmerkungen |
| Jahr | Titel Album | JP | Anmerkungen |
| ---- | --- | --- | --- |
| 1995 | Precious Junk Un-balanced                                                                                                  | JP50 (9 Wo.)JP | Erstveröffentlichung: 13. Mai 1995 Verkäufe JP: + 44.220                                                               |
| 1995 | Katahō Zutsu no Earphone (片方ずつのイヤフォン) Un-balanced                                                                | — | Erstveröffentlichung: 21. Juni 1995                                                                                    |
| 1995 | Yokogao (横顔) Stare At | — | Erstveröffentlichung: 22. November 1995                                                                                |
| 1996 | Doshaburi (ドシャブリ) Stare At                                                                                            | — | Erstveröffentlichung: 21. August 1996                                                                                  |
| 1996 | Stay with Me Stare At | — | Erstveröffentlichung: 1. November 1996                                                                                 |
| 1997 | Heat Up – | — | Erstveröffentlichung: 21. Juli 1997                                                                                    |
| 1998 | Love Love Love The Changing Same                                                                                           | — | Erstveröffentlichung: 30. Mai 1998                                                                                     |
| 2000 | Lakuen (楽園) The Changing Same                                                                                            | JP7 Platin + Gold (Digital) · (28 Wo.)JP | Erstveröffentlichung: 19. Januar 2000 Verkäufe JP: + 537.810                                                           |
| 2000 | Why The Changing Same | JP8 Gold · (10 Wo.)JP | Erstveröffentlichung: 10. Mai 2000 Verkäufe JP: + 210.750                                                              |
| 2000 | Love or Lust Gaining Through Losing                                                                                        | JP6 Gold · (15 Wo.)JP | Erstveröffentlichung: 18. Oktober 2000 Verkäufe JP: + 264.230                                                          |
| 2000 | Even If Gaining Through Losing                                                                                             | JP3 Gold + Gold (Digital) · (9 Wo.)JP | Erstveröffentlichung: 6. Dezember 2000 Verkäufe JP: + 333.620                                                          |
| 2001 | Miracles Gaining Through Losing                                                                                            | JP4 Gold · (10 Wo.)JP | Erstveröffentlichung: 15. Februar 2001 Verkäufe JP: + 240.310                                                          |
| 2001 | Kiss of Life Gaining Through Losing                                                                                        | JP2 Platin · (11 Wo.)JP | Erstveröffentlichung: 16. Mai 2001 Verkäufe JP: + 555.330                                                              |
| 2002 | Missin’ You: It Will Break My Heart Life Is...                                                                             | JP4 Gold · (6 Wo.)JP | Erstveröffentlichung: 30. Januar 2002 Verkäufe JP: + 114.670                                                           |
| 2002 | Strawberry Sex Life Is...                                                                                                  | JP13 (5 Wo.)JP | Erstveröffentlichung: 22. Mai 2002 Verkäufe JP: + 49.000                                                               |
| 2002 | Ōki na Furudokei (大きな古時計) Life Is...                                                                                 | JP1 ×2Doppelplatin · (35 Wo.)JP | Erstveröffentlichung: 28. August 2002 Verkäufe JP: + 772.233                                                           |
| 2002 | Ring Life Is... | JP1 Platin · (16 Wo.)JP | Erstveröffentlichung: 7. November 2002 Verkäufe JP: + 322.014                                                          |
| 2003 | Life Is... (Another Story) Life Is...                                                                                      | JP3 Platin + Gold (Digital) · (19 Wo.)JP | Erstveröffentlichung: 8. Mai 2003 Verkäufe JP: + 350.000                                                               |
| 2003 | Style Sentimentalovers | JP12 Gold · (7 Wo.)JP | Erstveröffentlichung: 30. Juli 2003 Verkäufe JP: + 100.000                                                             |
| 2004 | Hitomi wo Tojite (瞳をとじて) Sentimentalovers                                                                             | JP2 ×3×2Dreifachplatin + Doppelplatin (Digital) · (59 Wo.)JP                                                                                   | Erstveröffentlichung: 28. April 2004 · Verkäufe JP: + 2.250.000 · + JP: Diamant (Klingelton); + JP: Gold (Streaming)   |
| 2004 | Kimi wa Tomodachi (キミはともだち) Sentimentalovers                                                                        | JP5 Gold · (22 Wo.)JP | Erstveröffentlichung: 19. Mai 2004 Verkäufe JP: + 160.999                                                              |
| 2004 | Omoi ga Kasanaru Sono Mae ni... (思いがかさなるその前に…) Sentimentalovers                                                 | JP1 Platin + Gold (Digital) · (16 Wo.)JP | Erstveröffentlichung: 6. Oktober 2004 · Verkäufe JP: + 850.000 · + JP: ×2Doppelplatin (Klingelton)                     |
| 2005 | Pop Star Utabaka / Fakin’ Pop                                                                                              | JP1 ×2Platin + Doppelplatin (Digital) · (17 Wo.)JP                                                                                             | Erstveröffentlichung: 26. Oktober 2005 · Verkäufe JP: + 1.750.000 · + JP: Diamant (Klingelton); + JP: Gold (Streaming) |
| 2006 | Bye My Melody (バイマイメロディー) Fakin’ Pop                                                                              | JP2 Gold · (10 Wo.)JP | Erstveröffentlichung: 14. Juni 2006 Verkäufe JP: + 100.000                                                             |
| 2007 | Elegy (哀歌(エレジー)) Fakin’ Pop                                                                                          | JP5 Gold + Platin (Mobile Downloads) · (17 Wo.)JP                                                                                              | Erstveröffentlichung: 17. Januar 2007 Verkäufe JP: + 350.000                                                           |
| 2007 | Kimi no Suki na Toko (君の好きなとこ) Fakin’ Pop                                                                           | JP5 Gold + Platin (Mobile Downloads) · (12 Wo.)JP                                                                                              | Erstveröffentlichung: 28. Februar 2007 · Verkäufe JP: + 350.000; + JP: Gold (Streaming)                                |
| 2007 | Fake Star Fakin’ Pop | JP6 Gold (Digital) · (6 Wo.)JP | Erstveröffentlichung: 12. September 2007 Verkäufe JP: + 100.000                                                        |
| 2008 | Canvas / Kimi wa Su-Te-Ki (キャンバス／君はス・テ・キ■) Fakin’ Pop                                                         | JP6 Gold (Mobile Downloads) · (7 Wo.)JP | Erstveröffentlichung: 20. Februar 2008 Verkäufe JP: + 100.000                                                          |
| 2008 | Itsuka Hanareru Hi ga Kite mo (いつか離れる日が来ても) Fakin’ Pop                                                          | JP19 Gold (Mobile Downloads) · (8 Wo.)JP | Erstveröffentlichung: 23. April 2008 Verkäufe JP: + 100.000                                                            |
| 2009 | Candy Japanese Singer | JP7 (6 Wo.)JP | Erstveröffentlichung: 23. September 2009 Verkäufe JP: + 14.375                                                         |
| 2009 | Boku wa Kimi ni Koi wo Suru (僕は君に恋をする) Japanese Singer                                                             | JP3 ×2Doppelplatin (Mobile Downloads) · (14 Wo.)JP                                                                                             | Erstveröffentlichung: 21. Oktober 2009 Verkäufe JP: + 500.000                                                          |
| 2010 | Sing Forever Japanese Singer                                                                                               | JP7 (5 Wo.)JP | Erstveröffentlichung: 13. Oktober 2010 Verkäufe JP: + 15.941                                                           |
| 2010 | Aishiteru (アイシテル) Japanese Singer                                                                                     | JP9 Gold (Mobile Downloads) · (10 Wo.)JP | Erstveröffentlichung: 10. November 2010 Verkäufe JP: + 100.000                                                         |
| 2011 | Itoshiki Hibi yo (いとしき日々よ) Japanese Singer                                                                          | JP7 Gold (Digital) + Gold (Mobile Downloads) · (13 Wo.)JP                                                                                      | Erstveröffentlichung: 4. Mai 2011 Verkäufe JP: + 200.000                                                               |
| 2012 | Kokuhaku (告白) The Still Life                                                                                             | JP5 Gold (Digital) · (11 Wo.)JP | Erstveröffentlichung: 30. Mai 2012 Verkäufe JP: + 100.000                                                              |
| 2013 | Kikyō ga Oka (桔梗が丘) Bellflower Hill The Still Life                                                                     | — | Erstveröffentlichung: 2013                                                                                             |
| 2014 | Grotesque (グロテスク) The Still Life                                                                                      | JP4 Platin (Digital) · (12 Wo.)JP | Erstveröffentlichung: 2. April 2014; mit Namie Amuro Verkäufe JP: + 250.000                                            |
| 2014 | Onnaji Samishisa (おんなじさみしさ) The Same Sadness / Soredemo Shitai (ソレデモシタイ) Still Want to The Still Life       | JP13 (7 Wo.)JP | Erstveröffentlichung: 10. Dezember 2014 Verkäufe JP: + 13.000                                                          |
| 2015 | Kimi no Kodō wa Kimi ni Shika Narasenai (君の鼓動は君にしか鳴らせない) Your Heartbeat Can Only Beat for You The Still Life | JP18 (9 Wo.)JP | Erstveröffentlichung: 5. August 2015 Verkäufe JP: + 11.000                                                             |
| 2016 | Plus One / Time The Still Life                                                                                             | JP15 (5 Wo.)JP | Erstveröffentlichung: 5. Mai 2016 Verkäufe JP: + 10.000                                                                |
| 2016 | Mahotte Itte Ii Kana? (魔法って言っていいかな?) Speaking of Magic, Isn’t it Nice? The Still Life                           | JP15 Platin (Digital) · (5 Wo.)JP | Erstveröffentlichung: 22. Juni 2016 Verkäufe JP: + 250.000                                                             |
| 2017 | Boku no Kokoro wo Tsukutteyo (僕の心をつくってよ) Make My Mind Ken Hirai Singles Best Collection Utabaka 2                 | JP7 Gold (Digital) · (10 Wo.)JP | Erstveröffentlichung: 1. März 2017 Verkäufe JP: + 100.000                                                              |
| 2017 | Nonfiction Ken Hirai Singles Best Collection Utabaka 2                                                                     | JP10 Platin (Digital) · (11 Wo.)JP | Erstveröffentlichung: 7. Juni 2017 Verkäufe JP: + 250.000                                                              |
| 2018 | Todokanaikara (トドカナイカラ) Anata ni Naritakatta                                                                        | JP16 (7 Wo.)JP | Erstveröffentlichung: 30. Mai 2018 Verkäufe JP: + 7.000                                                                |
| 2018 | Shiranaindesho? (知らないんでしょ？) You Don’t Know, Right? Anata ni Naritakatta                                           | JP18 (5 Wo.)JP | Erstveröffentlichung: 30. Mai 2018 Verkäufe JP: + 7.000                                                                |
| 2018 | Half of Me Anata ni Naritakatta                                                                                            | JP15 Gold (Digital) · (7 Wo.)JP | Erstveröffentlichung: 28. November 2018 Verkäufe JP: + 100.000                                                         |
| 2019 | Itemotattemo (いてもたっても) Can’t Stand Still Anata ni Naritakatta                                                       | — | Erstveröffentlichung: 2019                                                                                             |
| 2019 | #302 Anata ni Naritakatta                                                                                                  | JP11 (6 Wo.)JP | Erstveröffentlichung: 4. Dezember 2019 Verkäufe JP: + 9.000                                                            |
| 2020 | Kaibutsusan (怪物さん) Mr. Monster Anata ni Naritakatta                                                                    | JP— Gold (Streaming)JP | Erstveröffentlichung: 27. März 2020 feat. Aimyon                                                                       |

### Videoalben
| Jahr | Titel                                                                                | Höchstplatzierung, Gesamtwochen, AuszeichnungChartsChartplatzierungen (Jahr, Titel, Platzierungen, Wochen, Auszeichnungen, Anmerkungen) | Anmerkungen                             |
| Jahr | Titel                                                                                | JP | Anmerkungen                             |
| ---- | ------------------------------------------------------------------------------------ | --- | --------------------------------------- |
| 1996 | Ken Hirai Films Vol. 1                                                               | — | Erstveröffentlichung: 1. Dezember 1996  |
| 2000 | Ken Hirai Films Vol. 2                                                               | — | Erstveröffentlichung: 21. Juni 2000     |
| 2001 | Ken Hirai Films Vol. 3                                                               | JP17 (2 Wo.)JP | Erstveröffentlichung: 4. Juli 2001      |
| 2002 | Ken Hirai Films Vol. 4: Live Tour 2001 Gaining Through Losing at the Budokan         | JP3 (3 Wo.)JP | Erstveröffentlichung: 30. Januar 2002   |
| 2003 | Ken Hirai Films Vol. 5                                                               | JP14 (2 Wo.)JP | Erstveröffentlichung: 22. Januar 2003   |
| 2003 | Ken Hirai Films Vol. 6: MTV Unplugged Ken Hirai                                      | JP8 (6 Wo.)JP | Erstveröffentlichung: 20. Dezember 2003 |
| 2004 | Ken Hirai Films Vol. 7                                                               | JP5 (11 Wo.)JP | Erstveröffentlichung: 24. November 2004 |
| 2005 | Ken Hirai Films Vol. 8: Ken Hirai 10th Anniversary Tour Final at Saitama Super Arena | JP9 (7 Wo.)JP | Erstveröffentlichung: 7. Dezember 2005  |
| 2008 | Ken Hirai Films Vol. 9                                                               | JP49 (4 Wo.)JP | Erstveröffentlichung: 23. April 2008    |
| 2008 | Ken Hirai Films Vol. 10: Ken Hirai Live Tour 2008 Fakin’ Pop                         | JP18 (5 Wo.)JP | Erstveröffentlichung: 17. Dezember 2008 |
| 2009 | Ken Hirai Films Vol. 11: Ken’s Bar 10th Anniversary                                  | JP6 (3 Wo.)JP | Erstveröffentlichung: 10. Juni 2009     |
| 2009 | Ken’s Bar 10th Anniversary Christmas Eve Special!                                    | — | Erstveröffentlichung: 10. Juni 2009     |
| 2012 | Ken Hirai Films Vol. 12                                                              | JP4 (3 Wo.)JP | Erstveröffentlichung: 30. Mai 2012      |
| 2016 | Ken Hirai Films Vol. 13: Ken Hirai 20th Anniversary Opening Special at Zepp Tokyo    | JP19 (5 Wo.)JP | Erstveröffentlichung: 23. März 2016     |
| 2018 | Ken Hirai Films Vol.14 Ken’s Bar 20th Anniversary Special                            | JP17 (4 Wo.)JP | Erstveröffentlichung: 5. Dezember 2018  |
| 2021 | Ken Hirai Films Vol. 15                                                              | JP10 (3 Wo.)JP | Erstveröffentlichung: 12. Mai 2021      |
| 2022 | Ken Hirai Films Vol.16 (Ken’s Bar 2021-Online-)                                      | JP11 (2 Wo.)JP | Erstveröffentlichung: 11. Mai 2022      |

### Auszeichnungen für Musikverkäufe
Anmerkung: Auszeichnungen in Ländern aus den Charttabellen bzw. Chartboxen sind in ebendiesen zu finden.
| Land/RegionAuszeichnungen für Musikverkäufe (Land/Region, Auszeichnungen, Verkäufe, Quellen) | Gold       | Platin       | Diamant     | Verkäufe   | Quellen            |
| -------------------------------------------------------------------------------------------- | ---------- | ------------ | ----------- | ---------- | ------------------ |
| Japan (RIAJ)                                                                                 | 31× Gold31 | 31× Platin31 | 7× Diamant7 | 19.400.000 | riaj.or.jp JP2 JP3 |
| Insgesamt                                                                                    | 31× Gold31 | 31× Platin31 | 7× Diamant7 |            |                    |